# Manhattan Municipal Building

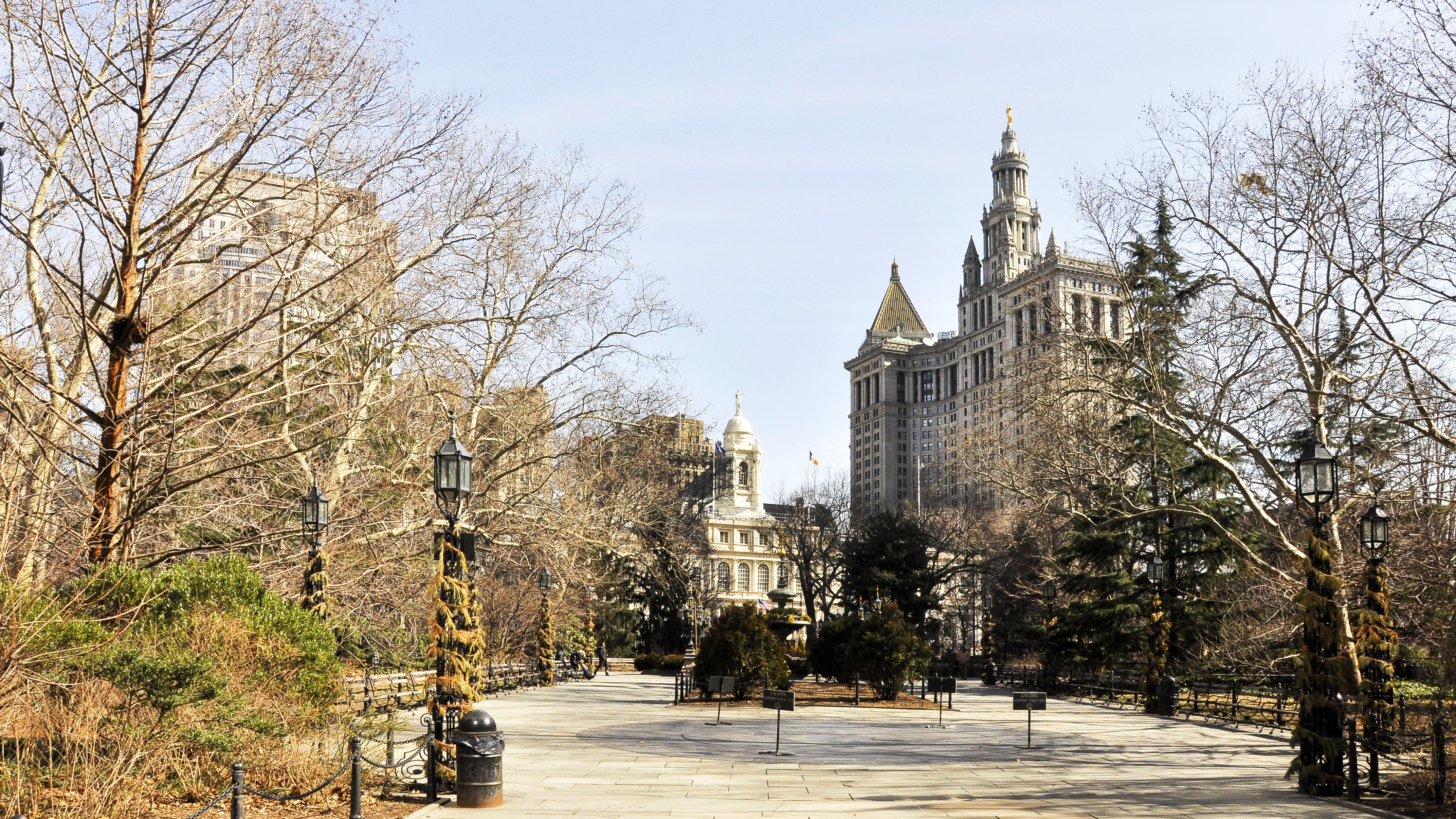
Het stadhuis van New York met het City Hall Park en de Manhattan Municipal Building

Het Manhattan Municipal Building aan de Centre Street in New York is een gebouw met 40 verdiepingen. Het is gebouwd om aan de vraag naar ruimte voor overheidsdiensten te voldoen na de samenvoeging van de vijf New Yorkse boroughs (stadsdelen). De bouw begon in 1909 en eindigde in 1915, aan het eind van de City Beautiful-beweging in de stad. Het gebouw is 177 meter hoog en het hoogste punt is een kunstwerk dat het op twee na hoogste standbeeld van Manhattan is. Het architectenbureau McKim, Mead and White ontwierp het gebouw waarin voor het eerst een metrostation in de kelder verwerkt was. Het ontwerp is erg beïnvloed door openbare gebouwen in andere Amerikaanse steden. De toepassing van de beaux-artsarchitectuur diende weer als voorbeeld voor andere gebouwen de in Verenigde Staten, zoals de Terminal Tower in Cleveland, de Fisher Building in Detroit en de Wrigley Building in Chicago.
De situering van het gebouw is bij het kruispunt van de Chambers Street en de Centre Street. Het Municipal Building is een van de grootste overheidsgebouwen ter wereld. Het huisvest dertien gemeentelijke instellingen. Er zijn 25 verdiepingen die worden bereikt met 33 liften, daarnaast zijn er nog 15 verdiepingen in de toren.

## Geschiedenis
Het stadsbestuur van New York had vanaf het jaar 1884 veel extra ruimte nodig. Het uitbreiden van de New York City Hall was geen optie, omdat volgens de toenmalige burgemeester "style of architecture was such that without marring its present symmetry, it couldn't be enlarged to the required extent." (De stijl van de City Hall was zó, dat het niet uitgebreid kon worden naar de benodigde grootte, zonder de huidige symmetrie te veranderen).
Verschillende gemeentelijke instanties huurden allerlei gebouwen op Lower en Midtown Manhattan en het aantal nam met de jaren toe. De overheid wilde door nieuwbouw de huisvestingskosten verminderen. Ze schreef daarom verschillende ontwerpwedstrijden uit voor één groot nieuw gebouw dat de verspreide diensten zou kunnen huisvesten. Burgemeester Abraham Hewitt stelde in 1888 een commissie in om een geschikte plaats te bepalen en er werden vier ontwerpwedstrijden gehouden. De laatste wedstrijd was in 1907 en werd uitgeschreven door de Commissioner of Bridges, die al een stuk grond had gereserveerd voor een nieuw tramstation aan het eind van de Brooklyn Bridge. Twaalf architectenbureaus deden mee aan deze wedstrijd. 
Het winnende ontwerp was van de jongste partner van McKim, Mead and White, toen het grootste architectenbureau ter wereld met meer dan 100 werknemers. Het Manhattan Municipal Building was hun eerste wolkenkrabber.
Het gebouw werd in gebruik genomen in januari 1913, en het merendeel van de kantoren werden opengesteld voor het publiek in 1916. Verschillende kunstvormen zoals sculpturen en reliëfs werden voor de decoratie van het gebouw gebruikt. Een belangrijke inspiratiebron was de Romeinse architectuur, met de Boog van Constantijn als voorbeeld voor de centrale poort. Deze is zo groot dat het autoverkeer erdoorheen kon rijden. Tegenwoordig loopt de Chambers Street niet meer door naar het oosten.

## Civic Fame

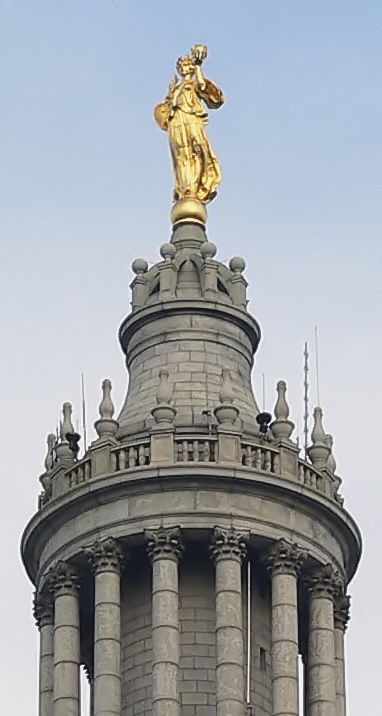
Civic Fame

Het standbeeld boven op de Municipal Building is een verguld beeld genaamd Civic Fame. Met acht meter is het het op twee na grootste standbeeld van Manhattan. Het is geconstrueerd uit koperplaat. Blootsvoets staande op een bol draagt de vrouwfiguur een lauwerkrans om de glorie te weerspiegelen. In haar linkerhand houdt zij een vijfpuntige kroon die de vijf boroughs van New York symboliseert. Links draagt ze een schild en een lauriertak om de overwinning en de triomf uit te beelden.

## Instanties
De volgende overheidsinstanties van de stad New York zijn in het gebouw gehuisvest:
- Department of Citywide Administrative Services (administratieve diensten)
- Department of Finance (afdeling financiën)
- Civil Service Commission
- Manhattan Borough President (president van de borough Manhattan)
- Public Advocate
- Comptroller
- County Clerk
- Landmarks Preservation Commission (dienst monumentenzorg)
- Office of Payroll Administration (loonadministratiekantoor)
- Tax Commission (belastingdienst)
- Department of Information Technology (ICT-afdeling)
- Department of Telecommunications (afdeling telecommunicatie)
- Department of Buildings (gebouwendienst)
- Inspector General (inspecteur-generaal)
- Department of Environmental Protection (afdeling milieu)